# Komenda Rejonu Uzupełnień Sambor

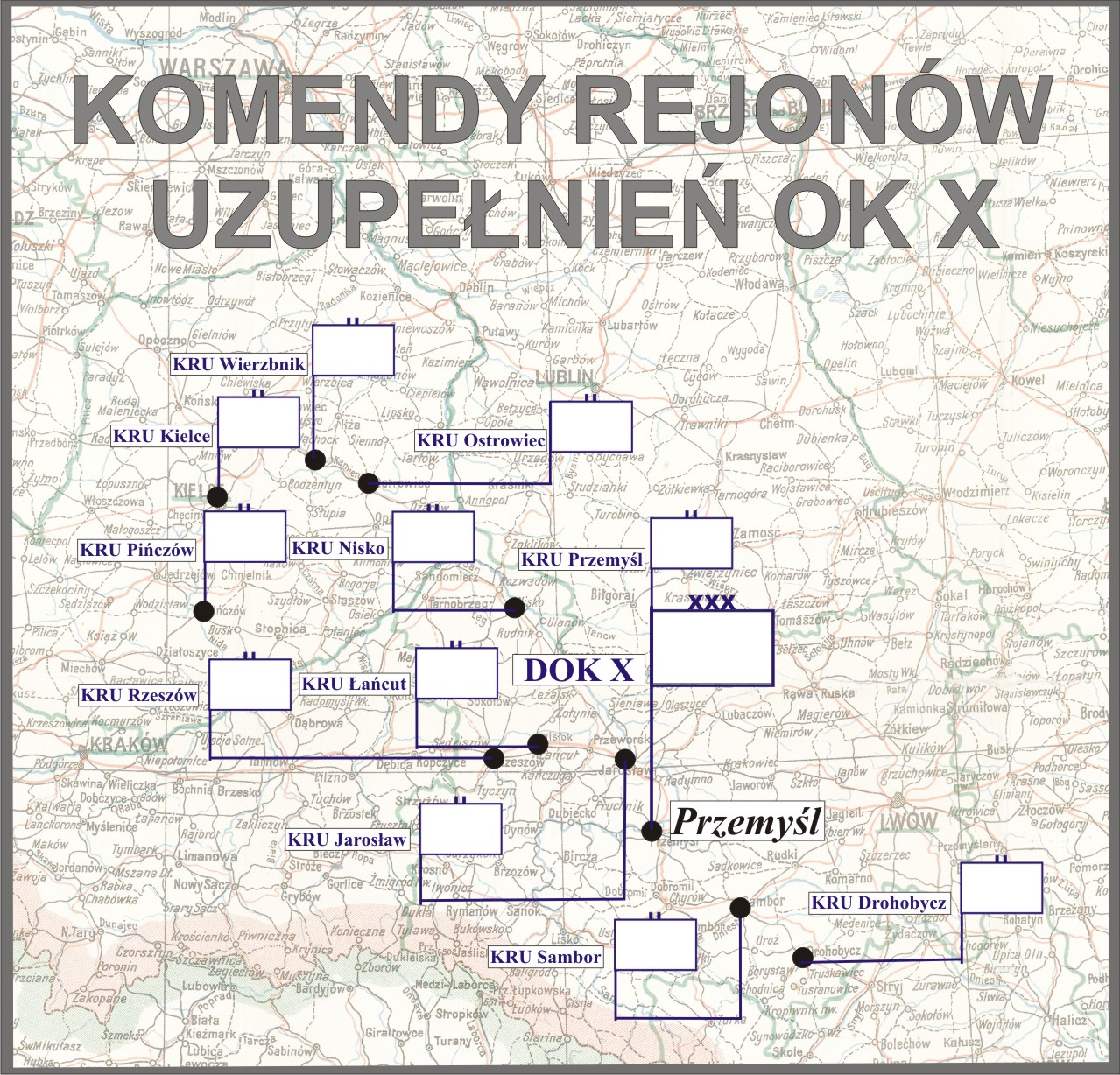
Komendy rejonów uzupełnień OK X

Komenda Rejonu Uzupełnień Sambor (KRU Sambor) – organ wojskowy właściwy w sprawach uzupełnień Sił Zbrojnych II Rzeczypospolitej i administracji rezerw w powierzonym mu rejonie.

## Historia komendy
24 maja 1919 roku minister spraw wojskowych ustanowił Powiatową Komendę Uzupełnień w Samborze obejmującą powiaty: samborski, starosamborski, drohobycki i turczański. PKU Sambor została podporządkowana Okręgowej Komendzie Uzupełnień we Lwowie z siedzibą w Przemyślu.
W czerwcu 1921 roku PKU 46 pp podlegała Dowództwu Okręgu Generalnego „Lwów” i obejmowała swoją właściwością powiaty: drohobycki, samborski, starosamborski i turczański.
Z dniem 15 listopada 1921 roku, po wejściu w życie podziału kraju na dziesięć okręgów korpusów oraz wprowadzeniu pokojowej organizacji służby poborowej, PKU 46 pp została przemianowana na Powiatową Komendę Uzupełnień Sambor i podporządkowana Dowództwu Okręgu Korpusu Nr X w Przemyślu. Okręg poborowy PKU Sambor obejmował powiaty: samborski, starosamborski, turczański i liski. Powiat drohobycki został podporządkowany PKU Stryj, natomiast powiat liski został wyłączony z okręgu poborowego PKU 2 psp w Sanoku.
Z dniem 1 czerwca 1922 roku została zlikwidowana gospoda inwalidzka przy PKU Sambor.
18 listopada 1924 roku weszła w życie ustawa z dnia 23 maja 1924 roku o powszechnym obowiązku służby wojskowej, a 15 kwietnia 1925 roku rozporządzenie wykonawcze ministra spraw wojskowych do tejże ustawy, wydane 21 marca tego roku wspólnie z ministrami: spraw wewnętrznych, zagranicznych, sprawiedliwości, skarbu, kolei, wyznań religijnych i oświecenia publicznego, rolnictwa i dóbr państwowych oraz przemysłu i handlu. Wydanie obu aktów prawnych wiązało się z przejęciem przez władze cywilne (administracji I instancji) większości zadań związanych z przygotowaniem i przeprowadzeniem poboru. Przekazanie większości zadań władzom cywilnym umożliwiło organom służby poborowej zajęcie się wyłącznie racjonalnym rozdziałem rekruta oraz ewidencją i administracją rezerw. Do tych zadań dostosowana została organizacja wewnętrzna powiatowych komend uzupełnień i ich składy osobowe. Poszczególne komendy różniły się między sobą składem osobowym w zależności od wielkości administrowanego terenu.
Zadania i nowa organizacja PKU określone zostały w wydanej 27 maja 1925 roku instrukcji organizacyjnej służby poborowej na stopie pokojowej. W skład PKU Sambor wchodziły dwa referaty: I) referat administracji rezerw i II) referat poborowy. Nowa organizacja i obsada służby poborowej na stopie pokojowej według stanów osobowych L. O. I. Szt. Gen. 3477/Org. 25 została ogłoszona 4 lutego 1926 roku. Z tą chwilą zniesione zostały stanowiska oficerów ewidencyjnych.
12 marca 1926 roku została ogłoszona obsada personalna Przysposobienia Wojskowego, zatwierdzona rozkazem Dep. I L. 6000/26 przez pełniącego obowiązki szefa Sztabu Generalnego gen. dyw. Edmunda Kesslera, w imieniu ministra spraw wojskowych. Zgodnie z nową organizacją pokojową Przysposobienia Wojskowego zostały zlikwidowane stanowiska oficerów instrukcyjnych przy PKU, a w ich miejsce utworzone rozkazem Oddz. I Szt. Gen. L. 7600/Org. 25 stanowiska oficerów przysposobienia wojskowego w pułkach piechoty.
Od 1926 roku, obok ustawy o powszechnym obowiązku służby wojskowej i rozporządzeń wykonawczych do niej, działalność PKU Sambor normowała „Tymczasowa instrukcja służbowa dla PKU”, wprowadzona do użytku rozkazem MSWojsk. Dep. Piech. L. 100/26 Pob.
Z dniem 1 października 1927 roku powiat liski został wyłączony z okręgu PKU Sambor i ponownie podporządkowany PKU Sanok.
W marcu 1930 roku PKU Sambor obejmowała swoją właściwością powiaty: samborski, starosamborski i turczański. W grudniu tego roku posiadała skład osobowy typ II.
31 lipca 1931 roku gen. dyw. Kazimierz Fabrycy, w zastępstwie ministra spraw wojskowych, rozkazem B. Og. Org. 4031 Org. wprowadził zmiany w organizacji służby poborowej na stopie pokojowej. Zmiany te polegały między innymi na zamianie stanowisk oficerów administracji w PKU na stanowiska oficerów broni (piechoty) oraz zmniejszeniu składu osobowego PKU typ I–IV o jednego oficera i zwiększeniu o jednego urzędnika II kategorii. Liczba szeregowych zawodowych i niezawodowych oraz urzędników III kategorii i niższych funkcjonariuszy pozostała bez zmian.
Z dniem 1 kwietnia 1932 roku powiat starosamborski został zniesiony, a jego terytorium włączone do powiatów samborskiego i turczańskiego.
1 lipca 1938 roku weszła w życie nowa organizacja służby uzupełnień, zgodnie z którą dotychczasowa PKU Sambor została przemianowana na Komendę Rejonu Uzupełnień Sambor przy czym nazwa ta zaczęła obowiązywać 1 września 1938 roku, z chwilą wejścia w życie ustawy z dnia 9 kwietnia 1938 roku o powszechnym obowiązku wojskowym. Obok wspomnianej ustawy i rozporządzeń wykonawczych do niej, działalność KRU Sambor normowały przepisy służbowe MSWojsk. D.D.O. L. 500/Org. Tjn. Organizacja służby uzupełnień na stopie pokojowej z 13 czerwca 1938 roku. Zgodnie z tymi przepisami komenda rejonu uzupełnień była organem wykonawczym służby uzupełnień.
Komendant rejonu uzupełnień w sprawach dotyczących uzupełnień Sił Zbrojnych i administracji rezerw podlegał bezpośrednio dowódcy Okręgu Korpusu Nr X, który był okręgowym organem kierowniczym służby uzupełnień. Rejon uzupełnień nie uległ zmianie i nadal obejmował powiaty: samborski i turczański.

## Obsada personalna
Poniżej przedstawiono wykaz oficerów zajmujących stanowisko komendanta Powiatowej Komendy Uzupełnień i komendanta rejonu uzupełnień oraz wykaz osób funkcyjnych (oficerów i urzędników wojskowych) pełniących służbę w PKU i KRU Sambor, z uwzględnieniem najważniejszych zmian organizacyjnych przeprowadzonych w 1926 i 1938 roku.
Komendanci
- ppłk Kazimierz Misiągiewicz[a] (od 20 V 1919[29])
- mjr piech. Karol Pater (1921[30] – X 1922[31] → dowódca kadry baonu zapas. 26 pp)
- mjr / ppłk piech. Stanisław Miszkiewicz[b] (1 XI 1922[35][36][7] – II 1927 → stan spoczynku z dniem 30 IV 1927[37])
- mjr piech. Stanisław Peszkowski (II[38] – VII 1927 → komendant PKU Łańcut)
- mjr piech. Józef Łępkowski (VII 1927[39] – II 1929 → dyspozycja dowódcy OK X[40])
- mjr tab. Jan Waligórski (III[41] – VIII 1929 → dyspozycja dowódcy OK X[42])
- ?[c] (VIII 1929 – 1930)
- mjr piech. Mikołaj Świderski (IX 1930[43] – XI 1932 → dyspozycja dowódcy OK X[44])
- mjr piech. / ppłk adm. (piech.) Zygmunt Adam Hofbauer[d] (VIII 1933[46] – 1939[47] → Wojsko Polskie we Francji)

Obsada personalna PKU Sambor w czerwcu 1919 roku
- komendant – ppłk Kazimierz Misiągiewicz
- zastępca komendanta – kpt. Wacław Fiałka (od 12 VI 1919)
- naczelnik kancelarii – por. Edward Pieczonka

Obsada pozostałych stanowisk funkcyjnych PKU w latach 1921–1925
- I referent – kpt. piech. Edward Pieczonka (1923 – II 1926 → kierownik I referatu)
- II referent – urzędnik wojsk. XI rangi / por. kanc. Stanisław Schöberle (1923 – 1924)
- oficer instrukcyjny
  - por. piech. Stanisław Kogut (do 6 IX 1923[50])
  - por. piech. Władysław Witrylak (6 IX 1923[50] – III 1926[51] → 5 psp)
- oficer ewidencyjny Lisko – urzędnik wojsk. XI rangi / por. kanc. Romuald Pryda (1923 – 1924)
- oficer ewidencyjny Sambor – urzędnik wojsk. XI rangi / por. kanc. Józef Huczek (1923 – 1924)
- oficer ewidencyjny Stary Sambor
  - urzędnik wojsk. XI rangi Jan Smolański (1923)
  - urzędnik wojsk. XI rangi Władysław Kiwała (od V 1924[52])
  - por. kanc. Jan Smolański (od XII 1924[53])
- oficer ewidencyjny Turka
  - urzędnik wojsk. XI rangi / por. kanc. Jan Bernakiewicz (1923 – 1924)
  - chor. Władysław Kiwała[e] (od II 1925)

Obsada pozostałych stanowisk funkcyjnych PKU w latach 1926–1938
- kierownik I referatu administracji rezerw i zastępca komendanta
  - kpt. / mjr piech. Edward Pieczonka (II 1926 – II 1927[38] → komendant PKU Ostrowiec)
  - mjr tab. Jan Waligórski (V 1927[59] – III 1929 → komendant PKU)
  - mjr art. Julian Żmudziński (III[41] – VII 1929[60] → dyspozycja dowódcy OK X)
  - mjr piech. Franciszek Smołucha[61] (VII[62] – XII 1929[63] → kierownik referatu w Biurze Personalnym MSWojsk.)
  - mjr piech. Mikołaj Świderski (III – IX 1930 → komendant PKU)
  - kpt. piech. Ferdynand Ziomek[f] (IX 1930[43] – XI 1932 → dyspozycja dowódcy OK X)
  - kpt. piech. Antoni Wojnar (od XI 1932[66] – VI 1938 → kierownik I referatu KRU)
- kierownik II referatu poborowego
  - por. kanc. Józef Huczek (od II 1926)
  - kpt. piech. Ferdynand Ziomek (był w 1928, do IX 1930 → kierownik I referatu)
  - por. kanc. Michał Michalski[g] (IX 1930[70] – III 1934 → dyspozycja dowódcy OK X)
  - kpt. piech. Adam Iwaszkiewicz (1 I 1935[71] – ? → kierownik I referatu KRU Wilno Powiat)
- referent
  - por. kanc. Stanisław Schöberle (od II 1926)
  - por. kanc. Michał Michalski (VII 1928[72] – IX 1930 → kierownik II referatu)

Obsada pozostałych stanowisk funkcyjnych KRU w latach 1938–1939
- kierownik I referatu ewidencji – kpt. adm. (piech.) Antoni Wojnar[i] (†IX 1939 Biecz[76])
- kierownik II referatu uzupełnień – kpt. piech. Kazimierz Władysław Pakowski[j] †1940 Charków[84]